# جانيسيو مارتينز
جانيسيو دي جيسوس غوميز مارتينز (بالبرتغالية: Janício de Jesus Gomes Martins‏) (مواليد 30 نوفمبر 1979 في تارافال) لاعب كرة قدم من الرأس الأخضر دولي يجيد اللعب في خط الدفاع . يلعب حاليا لصالح نادي أنورثوسيس فاماغوستا القبرصي منذ سنة 2009 .

## روابط خارجية
- جانيسيو مارتينز على موقع الاتحاد الدولي (مؤرشف)  (الإنجليزية)
- جانيسيو مارتينز على موقع قاعدة بيانات كرة القدم.إي يو (الإنجليزية)
- جانيسيو مارتينز على موقع ناشيونال فوتبول تيمز (الإنجليزية)
- جانيسيو مارتينز على موقع Soccerway.com (الإنجليزية)
- جانيسيو مارتينز على موقع عالم كرة القدم.نت (الإنجليزية)